# Inside of Me (singel Milk Inc.)
Inside of Me – czwarty singel Milk Inc. nagrany z nową wokalistką Ann Vervoort.
Teledysk w reżyserii Caswella Cogginsa został nakręcony w Londynie. Nigdy nie ukazał się w telewizji, ponieważ był zbyt kontrowersyjny.

## Pozycje na listach
| Kraj (1998) | Pozycja |
| ----------- | ------- |
| Belgia      | 6       |
| Francja     | 62      |

## Listy utworów i wersje
(Maxi-CD)
(1997)
1. "Inside of Me (Full Vocal Radio Edit) 3:31
2. "Inside of Me (12" Roadrunner's Underground Mix) 5:08
3. "Inside of Me (Regg & Arkin's Trance Mix) 4:58
4. "Inside of Me (Carl S. Johansen Mix) 7:37
5. "Inside of Me (Full Vocal 12" Mix) 5:09

(French Edition)
(Wydany: 1997)
1. "Inside of Me (Fiocco Radio Mix) 3:18
2. "Inside of Me (7" Roadrunner's Underground Mix) 3:38